# Eszperantó etimológia
Eszperantó etimológia, az eszperantó etimológiája a szavak eredetének és fejlődésének tudománya, valamint formáik, jelentéseik és használatuk a tervezett eszperantó nyelvben 1887-től.
Tervezett nyelv jellege miatt az eszperantó etimológiájával foglalkozó tanulmányok bizonyos szempontból eltérnek az etnikai nyelvek etimológiai tanulmányaitól (lásd az etimológiáról szóló cikket általában). 

## Szempontok
A következő fő szempontok különböztethetők meg: 
- kialakuló etimológia: megvizsgálja az eszperantó szógyök forrásnyelvi alapját, és azt, hogy miért vette fel sajátos formáját; vizsgálati tárgya tehát egy etnolingvisztikai forma "átmenete" a nemzetközi nyelv interetnikus formájába.
- preemergens etimológia: tanulmányozza a talált forrásnyelvi bázis további történetét annak múltjában; ennek érdekében a különböző etnikai forrásnyelvek klasszikus etimológiáira támaszkodik;
- posztemergens etimológia: rávilágít a gyökerek formai és jelentésbeli változásaira az eszperantó nyelvbe való bevezetése után egészen a mai formáig és használatig.

## Az eszperantó kialakuló etimológiája
A kialakuló etimológia tipikus kérdése például, hogy a „kert” szó milyen okokból kapta sajátos alakját „ĝ”, „d” és „en”, míg a forrásnyelvekben (lásd alább) angol garden, francia jardin , német Garten, lengyel sad, orosz сад (sad), ezenkívül olasz giardino, spanyol jardin. Egy másik példa, az egyetlen szó talán, amelynek a legvitatottabb az etimológiája, nevezetesen a „férj”. Ezzel kapcsolatban a lehetséges forrásnyelvek nem is egyértelműek, így különféle hipotézisek léteznek. Ha a L.L. Zamenhof etimológiáról van szó, amely a kialakuló etimológia, az különösen Zamenhof szóalkotási megfontolásait próbálja nyomon követni. Amikor a más szerzők által bevezetett etimológiáról van szó, a kialakulo etimológia megpróbálja kideríteni a szó "feltalálóját". A kialakuló etimológiának van a fontosabb szerepe az eszperantóban, fontosabb mint az etnikai nyelvek etimológiájában, mert modelleket ad az egyes etnikai forrásnyelvekben található szóalakok következetes és tervtudatos "eszperantósításához". A történeti kifejezésalkotás értékes tananyaga, és a kortárs terminológia segédtudományának tekinthető. Tekinthető például egy bizonyos nyelvből átvett szavak eszperantizálásával foglalkozó tanulmánynak, amely modelleket adn arra vonatkozóan, hogy az adott nyelvből,  hogyan lehet más szavakat is egységesen átvenni.

## Preemergens etimológia
Az eszperantó preemergens etimológiája nem különbözik az etnikai nyelvek etimológiájától. Míg a (jellemzően eszperantó) kialakuló etimológia azt vizsgálja, hogy az eszperantó "kutya" szót a németből (Hund) vették át vagy az angol (hound mint az "agár") és más germán nyelvek támogatásával, (például holland hond), egy már létező etimológia diakronikusan követi a német Hund szó útját a múltban. Az ilyen vizsgálatok tehát alapvetően az általános etimológiai cikkben kifejtett elveket követik.

## Posztemergens etimológia
Az eszperantó posztemergens etimológiája csak kis mennyiségben jellemző, mert a nyelv viszonylag rövid, 1887-től alig több mint 140 éves fennállása alatt viszonylag keveset változott. Klasszikus példák erre az egykori „vipero” a mai vipuro, a "meghódítani" egykori konkeri vagy a  konkviri a mai konkeri, az egykori Ĥinujo a jelenlegi Ĉinio Kínára változások. További példákért lásd az archaizmusokról és neologizmusokról szóló cikkekben.

## Forrásnyelvek
Az Universala Vortaro szótárnak öt referencianyelve van, nevezetesen az angol, a francia, a német, a lengyel és az orosz. Azonban nem ezek az eszperantó egyetlen vagy akár legfontosabb forrásnyelvei. Legalább az olasz, (tudományos) latin, ógörög, jiddis, a pra-eszperantó két különböző formája, a 
pvolapük és még sok más nyelvet is meg kellene említeni.
A forrásnyelv(ek) pontos meghatározása csak kivételes esetekben olyan kézenfekvő, mint a hundo (németből) vagy a birdo (angol nyelvű) példákban. Az okok többek között lehetnek:
- minden lehetséges forrásnyelvnek ugyanaz az etimológiája, így nem lehet eldönteni, hogy az eszperantó forma melyiken alapul. Példa erre a lampo (lámpa) mind az öt referencianyelven és sok más latin, germán és szláv nyelven ugyanazzal az etimológiával,
- az eszperantó szónak több forrásnyelvből kevert alakja van, vagy saját szabályai szerint alakítják át (giardino → ĝardeno),
- a közvetlen és közvetett etimológia jelensége: Az admirális - admiralo és a magazin - magazino szavak például az eszperantóba az európai nyelveken keresztül kerültek be. Azonban mindkettő arab szavakból származik, de közvetve „importálták” az eszperantóba. Ugyanez vonatkozik sok nem európai eredetű szóra ("tomato", "ananaso" stb.) - hogyan nézzük ezeket, azt tekintsük őslakos nyelveknek, ahonnan az európai gyarmatosítók átvették, vagy annak az őslakos nyelveknek tulajdonítsuk a nyelvet, amelyeken keresztül bekerültek az eszperantóba?
- A kitalált neolatin szavak melyik csoportba tartozik (főleg a 16-18. századból) - ez is vitás, hogy az eszperantóba közvetlenül a "latinból" vagy a modern nyelvekből kerültek-e be.
- a modern görögökhöz tartoznak az olyan szavak, mint pl. a "hőmérő" (görögül θερμός = meleg és μέτρον = mérték), "mikroba" (görög μικρός = kicsi + βίος = élet), "gramofon" = hang ) stb.
- Pontos definíció nélkül nem lehet ezeket és más eseteket egy adott forrásnyelvhez vagy akár csak a forrásnyelvek egy csoportjához rendelni. Ilyen definíció nélkül azonban nem lehet komolyan értékelni az eszperantó nyelvi forrásnyelvi arányait, még kevésbé, ha nincs definiálva a vizsgált kapcsán pl. az Fundamento de Esperanto minden szógyöke, nincs egy lista az 1000 leggyakoribb szóról, szerzők, folyóiratok, rádióműsorok vagy hasonlók.

## A tulajdonnevek etimológiája
A tulajdonnevek etimológiája (névtan) az etimológia egyik alszaka. A konkrét vizsgálati tárgytól eltekintve (emberek tulajdonnevei, földrajzi objektumok stb., nem általános nyelvhasználati szavak) az eszperantóban nincs különbség.

## Fordítás
- Ez a szócikk részben vagy egészben  az   Esperanta etimologio című eszperantó Wikipédia-szócikk ezen változatának fordításán alapul.  Az eredeti cikk szerkesztőit annak laptörténete sorolja fel. Ez a jelzés csupán a megfogalmazás eredetét és a szerzői jogokat jelzi, nem szolgál a cikkben szereplő információk forrásmegjelöléseként.